# Tituly a vyznamenání Abbáse II. Hilmího

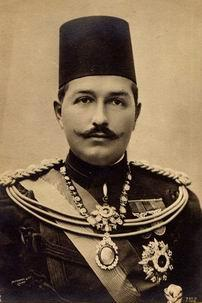
Abbás II. Hilmí v uniformě zdobené řadou vyznamenání

Egyptský chediv Abbás II. Hilmí obdržel během svého života řadu egyptských i zahraničních vyznamenání a titulů.

## Vyznamenání

### Egyptská vyznamenání
Zakladatel několika egyptských vyznamenání:
- Chedivova súdánská medaile
- Chedivova súdánská medaile

### Zahraniční vyznamenání
- Albánie
  -  velkokříž Řádu černé orlice – 1914[1]
- Belgie
  -  velkostuha Řádu Leopolda – 1911[1]
- Černohorské knížectví
  -  velkokříž Řádu knížete Danila I. – 1905[1]
- Dánsko
  -  velkokříž Řádu Dannebrog – 6. dubna 1892[2]
- Francie
  -  velkokříž Řádu čestné legie – 1892[1]
- Ernestinská vévodství
  -  velkokříž Vévodského sasko-ernestinského domácího řádu – 30. dubna 1898[1]
- Etiopské císařství
  -  velkokříž Řádu etiopské hvězdy – 1911[1]
- Hesenské velkovévodství
  -  velkokříž Řádu Ludvíkova – 26. března 1903[3]
- Italské království
  -  rytíř velkokříže Řádu svatých Mořice a Lazara – 1911[1]
- Maroko
  -  velkokříž Řádu Ouissam Alaouite – 1913[1]
- Nizozemsko
  -  velkokříž Řádu nizozemského lva – 12. srpna 1892[1]
- Oldenburské velkovévodství
  -  velkokříž Domácího a záslužného řádu vévody Petra Fridricha Ludvíka – 1905[1]
- Osmanská říše
  -  Řád Medžidie I. třídy – 1895[1]
  -  Řád Osmanie I. třídy – 9. února 1895[1]
- Prusko
  -  velkokříž s řetězem Řádu červené orlice – prosinec 1914[1]
- Rakousko-Uhersko
  -  velkokříž Řádu Františka Josefa – 1891[4]
  -  velkokříž Císařského rakouského řádu Leopoldova – 1897[5]
  -  velkokříž Královského uherského řádu sv. Štěpána – 1905[6]
- Rumunsko
  -  velkoříž Řádu Karla I. – 1905[1]
- Ruské impérium
  -  Řád svatého Alexandra Něvského – 1902[7]
  -  rytíř Řádu svatého Stanislava I. třídy – 1908[1]
- Řecko
  -  velkokříž Řádu Spasitele – 1905[1]
- Saské království
  -  velkokříž Řádu Albrechtova – 1905[1]
- Spojené království
  -  čestný rytíř velkokříže Řádu svatého Michala a svatého Jiří – 23. července 1891[8][9]
  -  čestný rytíř velkokříže Řádu lázně, civilní divize – 10. června 1892[8][10]
  -  čestný rytíř velkokříže Královského Viktoriina řádu – 28. června 1900[8][11]
  -  Královský Viktoriin řetěz – 15. června 1905[12]
- Španělsko
  -  velkokříž s řetězem Řádu Karla III. – 4. srpna 1892[13]
- Švédsko
  -  rytíř velkokříže Řádu polární hvězdy – 1890[14]
- Thajsko
  -  velkostuha Řádu Chula Chom Klao – 1897[1]
  -  rytíř Řádu Mahá Čakrí – 1908[1]
- Vatikán
  -  velkokříž Řádu Pia IX. – 1905[1]